# Phengodes ecuadoriana
Phengodes ecuadoriana is een keversoort uit de familie Phengodidae. De wetenschappelijke naam van de soort is voor het eerst geldig gepubliceerd in 1988 door Witmer.